# Introducing... Ricky Fanté
Introducing... Ricky Fanté è l'unico EP del cantante statunitense Ricky Fanté, pubblicato il 18 novembre 2003.

## Tracce
1. I Let You Go – 3:33
2. It Ain't Easy (On Your Own) – 3:27
3. Smile – 3:30
4. It's Over Now – 5:09